# Katarzyna Niewiadomska
Katarzyna Niewiadomska (ur. 22 listopada 1929 w Wilnie) – polska profesor biologii (parazytologia, zoologia), członek zwyczajny Polskiego Towarzystwa Parazytologicznego i Towarzystwa Naukowego Warszawskiego, związana z Instytutem Parazytologii PAN im. Witolda Stefańskiego.

## Życiorys

### Dzieciństwo i młodość
Urodziła się w Wilnie w rodzinie nauczycielskiej, jako druga córka Jana Kowala i Anny z domu Meleniewskiej. Miała też młodszą siostrę i brata (bliźnięta). Po wybuchu II wojny światowej do roku 1941 – w czasie sowieckiej, a następnie niemieckiej okupacji, chodziła do wileńskiej szkoły  powszechnej, a w latach 1941–1944 uczyła się na tajnych kompletach. Po zakończeniu wojny, po repatriacji osiedliła się z rodzicami w Toruniu. W roku 1946 zdała maturę w I Liceum im. Mikołaja Kopernika w Toruniu, gdzie ojciec podjął pracę w gimnazjum. Studiowała zoologię początkowo na Wydziale Matematyczno-Przyrodniczym UMK, a od roku 1947 – na Wydziale Biologii i Nauk o Ziemi Uniwersytetu Warszawskiego (rodzina zamieszkała w Warszawie). W okresie studiów walczyła z ciężką gruźlicą, którą rozpoznali u niej lekarze Szwedzkiego Czerwonego Krzyża.

### Przebieg pracy zawodowej
Jeszcze przed skończeniem studiów była zastępcą asystenta w Zakładzie Zoologii Systematycznej profesora Tadeusza Jaczewskiego, w którym zajmowała się opracowywaniem starej kolekcji pcheł. Na podstawie pracy nt. „Przyczynek do znajomości pcheł (Aphaniptera) Polski” otrzymała w roku 1952 tytuł magistra filozofii w zakresie zoologii. W roku 1955 uzyskała przeniesienie do Zakładu Parazytologii profesora W.L. Wiśniewskiego, gdzie prowadzono interesujące ją badania ekosystemów wodnych (krążenia pasożytów w biocenozach jezior). Powierzoną jej tematyką przywr z nadrodziny Diplostomoidea zajmowała się niezmiennie przez kolejne dziesięciolecia, zyskując uznanie w kraju i za granicą.
Po nagłej śmierci prof. Wiśniewskiego, gdy jego zakład zlikwidowano, K. Niewiadomska otrzymała w roku 1959 stanowisko starszego asystenta w Zakładzie Parazytologii PAN (przekształconym później w Instytut Parazytologii PAN). Samodzielnie opracowała tam zgromadzone w UW wyniki badań pisząc pracę nt. „Badania nad biologią europejskich gatunków przywr z rodzaju Tylodeophys Diesing, 1850 (Diplostomiae)” (promotor – prof. dr W. Stefański). Na jej podstawie uzyskała w Uniwersytecie Warszawskim stopień doktora.
W kolejnych latach otrzymała:
- 1964 – stanowisko adiunkta w Zakładzie Parazytologii PAN,
- 1973 – stopień doktora habilitowanego w zakresie parazytologii na podstawie pracy nt. „Niektóre aspekty biologii i ewolucji Strigeata La Rue i ich znaczenie dla systematyki tej grupy przywr”,
- 1974 – stanowisko docenta,
- 1988 – tytuł profesora nadzwyczajnego[a],
- 1991 – stanowisko profesora.

W Instytucie Parazytologii pełniła funkcję kierownika Pracowni Pasożytniczych Metazoa, a następnie Zakładu Biologii i Systematyki Pasożytów. Od roku 1975 do emerytury należała do Rady Naukowej IP (przez dwie kadencje – sekretarz Rady). Była w latach 1974–2007 członkiem Komitetu Parazytologii PAN (2003–2007 – przewodnicząca) oraz członkiem Komitetu Zoologii PAN (1981–1983). Jest członkiem Polskiego Towarzystwa Zoologicznego, członkiem honorowym Polskiego Towarzystwa Parazytologicznego (PTP), członkiem zwyczajnym Towarzystwa Naukowego Warszawskiego i członkiem honorowym Towarzystwa Parazytologicznego Rosyjskiej Akademii Nauk. W Towarzystwie Parazytologicznym pełniła funkcje kierownicze, m.in. przez 12 lat była prezesem Zarządu Głównego PTP.
Należała do zarządu Europejskiej Federacji Parazytologów (1984–1992) i do komitetów organizacyjnych międzynarodowych kongresów parazytologicznych (Warszawa 1976, Poznań 2000). Jako prezes PTP była m.in. inicjatorką nadawania odznaczeń i wyróżnień PTP, np. Medalu im. Konstantego Janickiego i Nagrody im. Witolda Kasprzaka.
Była członkiem redakcji czasopism Acta Parasitologica Polonica (jako sekretarz, a następnie zastępca redaktora naczelnego i redaktor naczelny), Acta Parasitologica (1988–2002). Współpracuje z wydawnictwem PTP Monografie Parazytologiczne.
Należała do grona wykładowców zaangażowanych w organizację Warszawskich Festiwali Nauki.
Odeszła na emeryturę w 31 grudnia 1999 ze względu na obowiązujące przepisy, jednak nie przerwała działalności naukowej. Nadal intensywnie pracuje, zajmując się m.in. opracowywaniem publikacji naukowych i dydaktycznych.

## Zakres badań naukowych

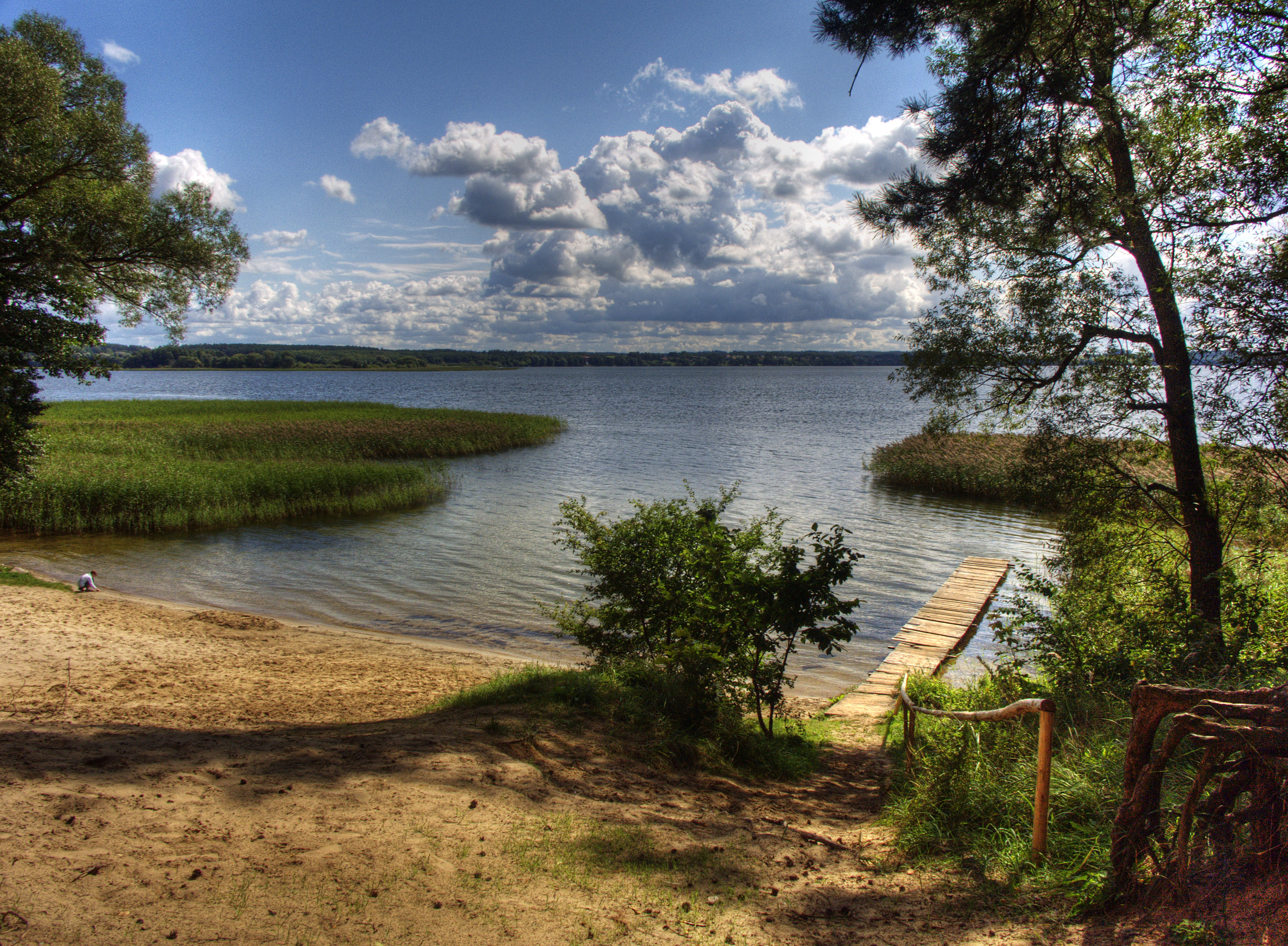
Kraina Wielkich Jezior Mazurskich – jezioro Gołdapiwo

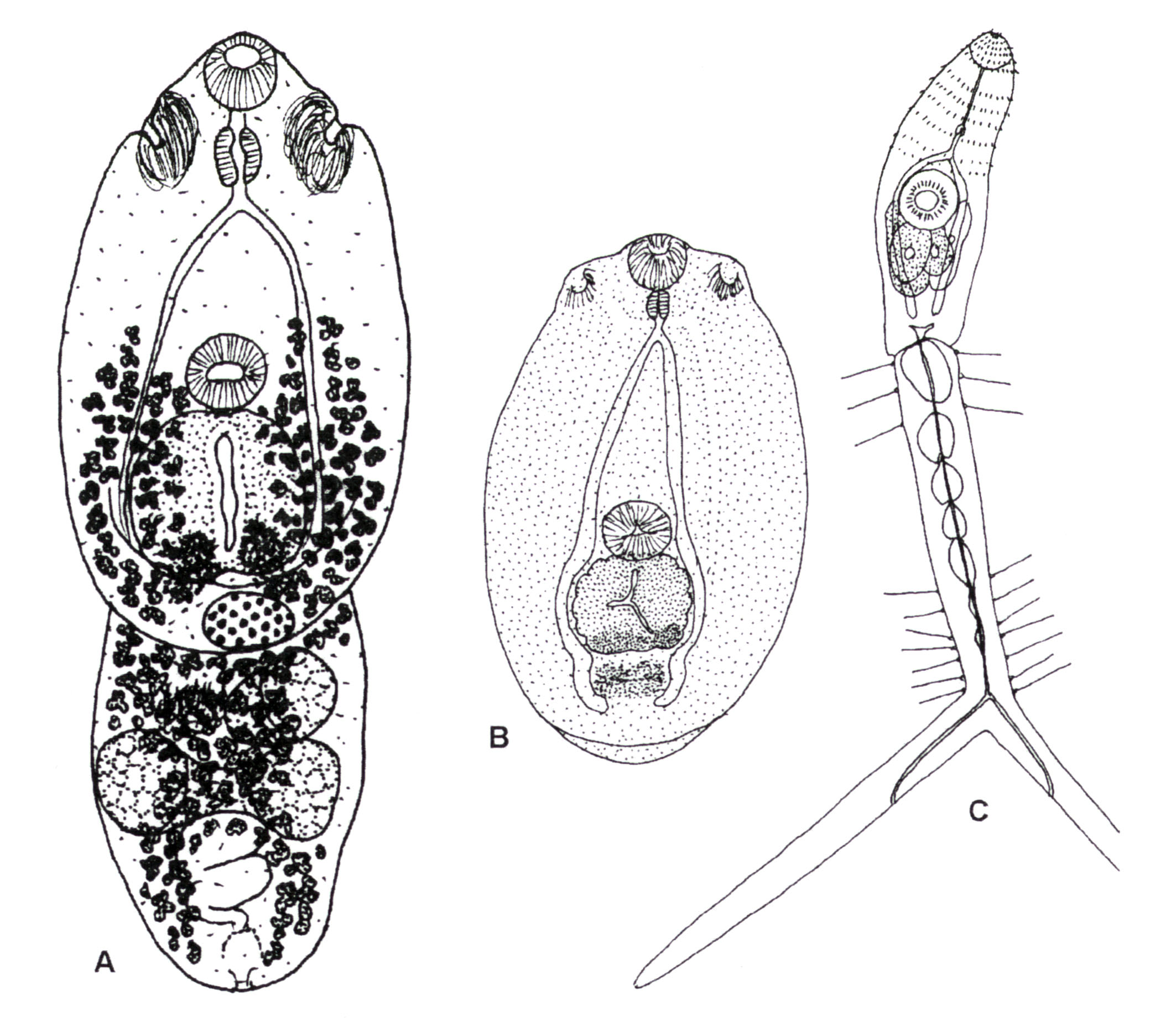
Diplostomum petromyzifluviatilis DIESING A –postać dorosła, B – metacerkaria, C – cerkaria

Badania nadrodziny Diplostomoidea Katarzyna Niewiadomska prowadziła korzystając najczęściej z osobiście zgromadzonego materiału doświadczalnego. Brała udział w wielomiesięcznych badaniach terenowych (do roku 1958 organizowanych przez prof. W.L. Wiśniewskiego. Przedmiotem badań były zbiorniki wodne na terenie Polski, Litwy, Rumunii, Finlandii. W Polsce jeziora mazurskie – Gołdapiwo, Mamry Północne, Święcajty, Arklity, Dargin (kontynuacja programu prof. Wiśniewskiego) i inne, np. jeziora podgrzewane wodami zrzutowymi z Elektrowni Konin i jezioro Gopło. Na Litwie i w Rumunii pasożyty wód Niewiadomska badała m.in. w deltach Niemna i Dunaju. Opracowania naukowe dotyczyły zagadnień morfologii, systematyki, biologii i ewolucji przywr. Wyniki obserwacji cykli rozwojowych Diplostomoidea umożliwiły m.in. opracowanie nowej koncepcji dotyczącej ich ewolucji. W wyniku przeprowadzonych badań z rodziny Strigeidae został wyłączony gatunek Codonocephalus urniger, zostały też opisane trzy nowe gatunki furkocerkarii z rodziny Bulbocaudata. Za doniosłe są uważane pionierskie badania budowy układu nerwowego Diplostomoidea i jego przekształceń w czasie rozwoju osobniczego.

## Publikacje
Katarzyna Niewiadomska jest autorką lub współautorką 175 publikacji, w tym 2 książek, 28 rozdziałów w 9 książkach, 65 prac oryginalnych, m.in.:
– Zarys parazytologii ogólnej / Katarzyna Niewiadomska [et al.]
– Pasożyty ssaków. Z. 1, Owadożerne, nietoperze, zajęczaki i gryzonie: pasożyty wewnętrzne = Parasiti Mammalium. Z. 1, Insectivora, Chiroptera, Lagomorpha, Rodentia: Endoparasiti / oprac. Teresa Pojmańska; 1998
– Pasożyty ryb Polski : klucze do oznaczania - Przywry-Digenea / Katarzyna Niewiadomska 2003
– Robaki pasożytnicze w ekosystemach wodnych i lądowych / Teresa Pojmańska, Katarzyna Niewiadomska, Anna Okulewicz; 2005
– Pasożytnicze helminty Polski : gatunki, żywiciele, białe plamy / Teresa Pojmańska, Katarzyna Niewiadomska, Anna Okulewicz; 2007
– Przywry (Trematoda) : część ogólna; część systematyczna - Aspidogastrea, Digenea: Strigeida / Katarzyna Niewiadomska; 2010
Jest jednym z autorów opracowania Gatunki obce w faunie Polski , udostępnionego na stronie internetowej Instytutu Ochrony Przyrody PAN w Krakowie (rozdział Pasożyty zawleczone  ekspansywne i inwazyjne w faunie Polski).

## Odznaczenia i wyróżnienia
Została odznaczona Krzyżem Kawalerskim Orderu Odrodzenia Polski (1998). Otrzymała tytuł Honorowego Członka Polskiego Towarzystwa Parazytologicznego i Rosyjskiego Towarzystwa Parazytologicznego. W roku 2007 otrzymała Medal im. K. Janickiego „Za zasługi dla parazytologii”.

## Życie prywatne
Katarzyna Kowal wyszła za mąż w roku 1951 za Stanisława Niewiadomskiego (1928–2008), również pochodzącego z Wilna, który był wówczas studentem architektury na Politechnice Warszawskiej, a później – znanym warszawskim architektem. Byli zgodnym małżeństwem przez 56 lat, do chwili śmierci męża w 2008 roku. Mieli dwie córki, starsza, Magdalena (ur. 1953), została profesorem statystyki University of Michigan (Stany Zjednoczone), a młodsza, Anna Dorota (ur. 1957), mieszka we Francji i jest nauczycielką w liceum w Hawrze.